# Дімітріс Аврамопулос
Дімітріс Аврамопулос (грец. Δημήτρης Αβραμόπουλος, 6 червня 1953, Афіни) — грецький політик і дипломат. Впродовж восьми років служив мером Афін (1995—2002). Колишній міністр національної оборони Греції (2011—2012, 2013) і міністр закордонних справ Греції (2012—2013). Європейський комісар з міграції та внутрішніх справ (2014—2019).

## Життєпис
Народився 6 червня 1953 в Афінах. Його родина походить із Ілії, що в Аркадії.
Відбував військову службу у частині Військово-повітряних сил Греції (1978—1980), що базувалася в Афінах, і в штаб-квартирі НАТО в Брюсселі.

### Дипломатична кар'єра
У 1980—1993 служив дипломатом при Міністерстві закордонних справ Греції в Афінах.
У 1988—1992 був консулом Греції у Льєжі. Паралельно у цей період був спеціальним дипломатичним радником президента і лідера партії Нова Демократія Костаса Міцотакіса. Він також представляв Грецію на Конференції з безпеки і співробітництва в Європі у Відні того самого року.
У 1992 обіймав посаду офіційного представника Міністерства закордонних справ в Афінах і був генеральним консулом Греції в Женеві.
У 1993 призначений головою дипломатичної канцелярії прем'єр-міністра Греції.

### Політична кар'єра
1993 року залишив дипломатичну службу. Був обраний членом Центрального Комітету ліберальної партії Нова Демократія.
На період 1993—1994 років обраний членом Грецького парламенту.
На період 1995—2002 обраний мером Афін (переобраний в жовтні 1998 року).
У 1995—1999 обіймав пост голови Центральної спілки місцевих органів влади Греції.
У 1995 році заснував і став першим президентом Постійної наради мерів столиць Південно-Східної Європи.
У 1996—2000 обіймав посаду віцепрезидента виконавчого комітету Міжнародного союзу місцевих органів влади (МСМОВ) і в 1997—2002 — як член Комітету регіонів Європейського Союзу.
Коли 2004 року Нова Демократія перемогла на виборах, Дімітріс Аврамопулос вступив на посаду заступника міністра туризму, на якій залишався до 2006 року.
У 2006—2009 обіймав пост міністра охорони здоров'я та соціальної солідарності.
На дострокових виборах у жовтні 2009 року знову обраний членом парламенту Греції за Афінським округом. Після обрання Антоніса Самараса лідером Нової Демократії, 2010 року Аврамопулос обійняв посаду віцепрезидента партії, яку обіймав до 2014 року.
11 листопада 2011 року призначений міністром національної оборони Греції у коаліційному уряді Лукаса Пападімоса.

## Родина
Одружений, має двох синів Філіппоса і Ясонаса.

## Знання мов
Вільно володіє англійською, французькою та італійською мовами.